# NGC 7417
NGC 7417 (również PGC 70113) – galaktyka spiralna z poprzeczką (SBab), znajdująca się w gwiazdozbiorze Tukana. Odkrył ją John Herschel 20 lipca 1835 roku.